# 세인트로렌스만과꽃
세인트로렌스만과꽃(영어: Gulf of St. Lawrence aster)은 국화과 미국쑥부쟁이속에 딸린 속씨식물의 일종이다. 캐나다 세인트로렌스만 남안의 고유종이며, 치명적 멸종위기에 처해 있다.
한해살이 초본식물로, 13 센티미터 크기로 자란다.